# Braunichswalde
Braunichswalde är en kommun och ort i Landkreis Greiz i förbundslandet Thüringen i Tyskland.
Kommunen ingår i förvaltningsområdet Wünschendorf/Elster tillsammans med kommunerna Endschütz, Gauern, Hilbersdorf, Kauern, Linda b. Weida, Paitzdorf, Rückersdorf, Seelingstädt, Teichwitz och Wünschendorf/Elster.